# Chrysler A-body
 (juillet 2020).
Si vous disposez d'ouvrages ou d'articles de référence ou si vous connaissez des sites web de qualité traitant du thème abordé ici, merci de compléter l'article en donnant les références utiles à sa vérifiabilité et en les liant à la section « Notes et références ».
La plate-forme Chrysler A est la base des petites voitures à traction arrière dans les années 1960.  Ces voitures sont appelées voitures A-body . 
Les voitures utilisant la plate-forme A sur divers marchés du monde incluent: 
- 1960-1976 Plymouth Valiant
- 1960-1981 Chrysler Valiant
- 1961-1962 Dodge Lancer
- 1961-1963 DeSoto Rebel
- 1963-1976 Dodge Dart
- 1964-1970 Dodge A100 pick-up
- 1964-1969 Plymouth Barracuda
- 1968-1980 Dodge Polara, Coronado, GTX et R / T
- 1971-1976 Plymouth Scamp
- 1970-1976 Plymouth Duster
- 1971-1972 Dodge Demon
- 1971-1978 Valiant Charger
- 1969-1970 Valiant VF
- 1970-1971 Valiant VG

Cette liste n'est pas complète: les véhicules de la plate-forme A ne figurant pas sur cette liste ont été vendus dans certains pays jusqu'en 1981. 

## 1989
Le nom "A" a été réutilisé pour les berlines intermédiaires Chrysler LeBaron , Dodge Spirit et Plymouth Acclaim , bien qu’il ait été remplacé par AA lorsque Chrysler a adopté le nom à deux lettres pour 1990.  Les voitures "AA" ont duré jusqu'en 1995, date à laquelle elles ont été remplacées par les "Cloud Cars", plus modernes, la même année. 
Les voitures qui utilisaient la plate-forme AA à traction avant étaient: 
- 1990-1994 berline Chrysler LeBaron
- 1989-1995 Chrysler Saratoga (export seulement)
- 1989-1995 Dodge Spirit
- 1989-1995 Plymouth Acclaim

## Voir également
- Plates-formes Chrysler